# Ініціатива Салам-Шалом
Salaam-Schalom — міжкультурна активістська ініціатива, заснована в грудні 2013 року берлінськими євреями та мусульманами. Вона виступає за мирне співіснування та солідарність і сприяє досягненню цих цілей, впроваджуючи різноманітні заходи та проекти, які підвищують обізнаність про соціальні та інституційні відчуження в основному німецькому суспільстві.

## Діяльності

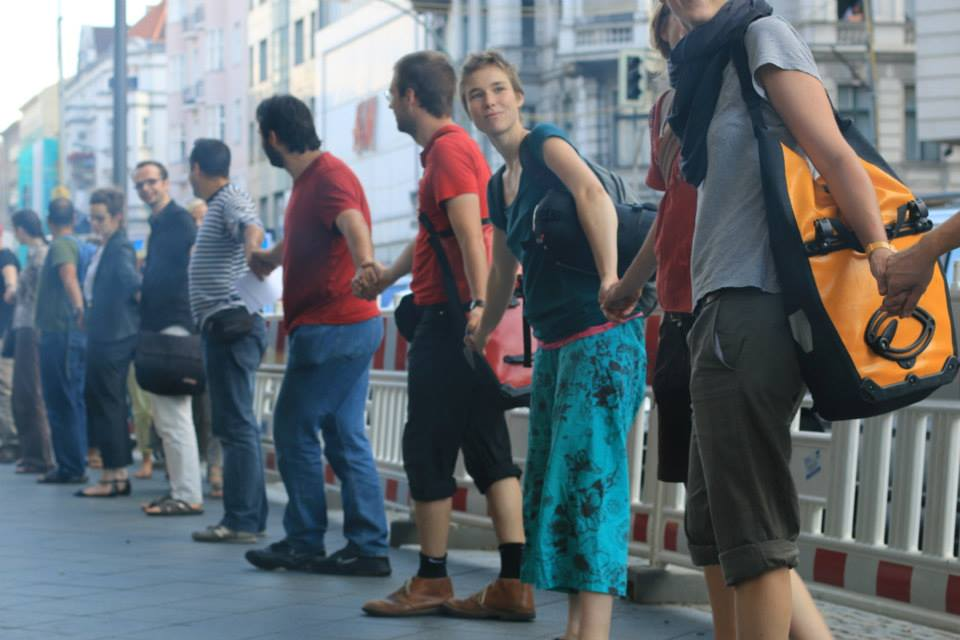
Живий ланцюг проти антисемітизму та ісламофобії 2014. Фото (с) Омер Сефа Байсал

Ініціатива регулярно організовує відкриті дискусійні раунди, панельні дискусії та майстер-класи. Активісти групи створили влітку 2014 року, під час конфлікту в Газі, живий ланцюг проти антисемітизму та ісламофобії, а також для демонстрації важливості єдності. У липні 2015 року група організувала акцію солідарності з жінками, які покривають волосся. Група вимагала рівних можливостей для жінок з головними уборами.

## Рецепція
Ініціатива Salaam-Schalom отримала широке висвітлення в ЗМІ в Німеччині, і в серпні 2014 року членів групи запросили на зустріч з президентом Німеччини Йоахімом Гауком. У жовтні 2014 року перша леді Німеччини Даніела Шадт відвідала групу в районі Нойкельн у Берліні. У квітні 2015 року мер Берліна Міхаель Мюллер нагородив групу стрічкою «За мужність і примирення».